# Wimbledon-mesterskaberne
The Championships, Wimbledon (ofte blot omtalt som Wimbledon eller Wimbledon-mesterskaberne) er verdens ældste tennisturnering og af mange anset som den mest prestigefyldte. Den har været afholdt i All England Lawn Tennis and Croquet Club i bydelen Wimbledon i London, Storbritannien siden 1877. Turneringen er en af tennissportens fire grand slam-turneringer, men Wimbledon er den eneste af dem, som fortsat spilles på græs, spillets oprindelige underlag.
Turneringen bliver afviklet en gang årligt over to uger i slutningen af juni og starten af juli (med start seks uger før den første mandag i august) og kulminerer med finalerne i damesingle og herresingle, der er programsat til den anden lørdag hhv. søndag. Hvert år afvikles fem seniorturneringer (herresingle, damesingle, herredouble, damedouble og mixeddouble), fire juniorturneringer og et varierende antal invitationsturneringer for tidligere topspillere og kørestolsbrugere.
Talrige traditioner holdes i hævd under turneringen, og en af traditionerne er strikse regler om påklædning for spillerne, der skal stille op i overvejende hvidt tøj, og gammeldags tiltaleformer over for spillerne. Den traditionelle spise ved turneringen er jordbær med fløde, som ofte ledsages af champagne. Wimbledon er ligeledes kendt for, at der ikke er reklamer på banerne. En anden af Wimbledon-"traditionerne" er regnvejr og de deraf følgende afbrydelser af spillet på grund af glatte baner og hurtig overdækning af banerne med presenninger.
Den centrale og mest kendte bane på Wimbledon-anlægget er Centre Court, hvor alle finaler spilles og hvor præmieoverrækkelsen finder sted under stor mediebevågenhed. Uden for den næststørste bane, No. 1 Court, findes storskærm til glæde for dem, som ønsker at følge de største kampe fra græsplænen Henman Hill, navngivet efter den lokale favorit Tim Henman, i nyere tid kaldt Murray Mountain efter Andy Murray. I 2009 blev Centre Court forsynet med et skydetag for at forhindre længere regnvejsafbrydelser af kampe på den bane.

## Historie

### 19. og 20. århundrede
Organisationen bag Wimbeldon-mesterskaberne er The All England Lawn Tennis & Croquet Club, som er en privat klub grundlagt i 1868, oprindeligt som en kroketklub under navnet The All England Croquet Club. Dens første baner var placeret ved Worple Road i London, men i 1922 flyttede klubben til den nuværende placering på Church Road.
I 1876 blev "lawn tennis" tilføjet til klubbens aktiviteter, og i foråret 1877 blev klubben omdøbt til The All England Croquet and Lawn Tennis Club. For at gøre opmærksom på navneskiftet, arrangerede klubben det første Lawn Tennis Championship. Til begivenheden blev et nyt sæt regler udviklet, som erstattede det regelsæt, som indtil da var blevet administreret af Marylebone Cricket Club. Nutidens regler minder om det regelsæt, bortset fra at deteljer som nethøjden og afstanden mellem servelinjen og nettet. I 1877 blev der afholdt en herresingleturnering med 22 deltagere, som blev vundet af Spencer Gore. Ca. 200 tilskuere betalte hver en shilling for at overvære finalen. Herefter blev turneringen en fast årlig begivenhed.
I 1882 bestod klubbens aktiviteter næsten udelukkende af tennis, og derfor blev ordet Croquet strøget fra klubbens navn. Af sentimentale årsager blev det imidlertid tilføjet igen i 1899, og siden da har klubbens navn været The All England Lawn Tennis & Croquet Club.
I 1884 tilføjede klubben en damesingle- og en herredoublerække til turneringens program, og damedouble og mixeddouble blev tilføjet i 1913. Indtil 1922 blev turneringen afviklet, således at den forsvarende mester var direkte kvalificeret til finalen, mens alle de øvrige deltagere spillede om retten til at "udfordre" ham/hende i finalen. Wimbledon-mesterskabet blev første gang vist i fjernsynet i 1937.
Ligesom de øvrige tre grand slam-turneringer, var Wimbledon udelukkende forbeholdt de bedste amatørspillere, indtil tennissportens åbne æra startede i 1968.

### 21. århundrede
I 1993 søsatte The All England Lawn Tennis & Croquet Club en plan, der skulle sikre, at Wimbledon-mesterskaberne fortsat var blandt de førende mesterskaber. Formålet med planen var at forbedre kvaliteten af begivenheden for tilskuere, spillere, officials og naboerne.
Planens første trin blev fuldført i 1997 og involverede opførelse af den nye No. 1 Court i Aorangi Park, et mediecenter, to græsbaner mere og en tunnel under bakken mellem Church Road og Somerset Road. I anden fase blev den gamle bane 1 fjernet for at give plads til den nye Millennium Building, der stillede udvidede faciliteter til rådighed for spillerne, pressen, officials og medlemmer, og Centre Courts vesttribune blev udvidet med 728 tilskuerpladser. Tredje fase bestod af opførelsen af en indgangsbygning, et museum, en bank og et billetkontor.
Et skydetag over Centre Court var færdig til ibrugtagning ved turneringen i 2009, hvilket betød at regnvejr ikke afbrød kampene på Centre Court i længere perioder. The All England Club afprøvede det nye tag ved begivenheden A Centre Court Celebration søndag den 17. maj 2009, hvor der blev spillet opvisningskampe med Andre Agassi, Steffi Graf, Kim Clijsters og Tim Henman. Den første kamp under det nye tag blev afslutnigen på 4.-runde-kampen i damesingle mellem Dinara Safina og Amélie Mauresmo. Den første kamp som i sin helhed blev spillet under taget, var den 29. juni 2009 mellem Andy Murray og Stanislas Wawrinka – en kamp som Murray vandt 2–6, 6–3, 6–3, 5–7, 6–3. Novak Djokovics sejr over Olivier Rochus i første runde i 2010 satte rekord som den senest færdigspillede kamp ved mesterskaberne – kampen sluttede kl. 22:58.
En ny No. 2 Court med plads til 4.000 tilskuere blev opført, hvor den gamle bane 13 tidligere lå, og blev taget i brug i 2009. Og en ny No. 3 Court med 2.000 tilskuerpladser blev opført på det sted, hvor førhen bane 2 og 3 lå, således at den kunne tages i brug i 2011.

## Turneringer og program
Wimbledon-mesterskaberne består fortrinsvis af fem seniorturneringer, som afvikles over to uger. Derudover arrangeres der også fire juniorturneringer og et varierende antal invitationsturneringer for tidligere topspillere og kørestolsbrugere. Turneringen begynder hvert år den mandag, som falder i perioden 20. juni – 26. juni, og det er to uger efter Queen's Club Championships, som sammen med Gerry Weber Open i Halle gælder som de vigtigste opvarmningsturneringer til Wimbledon. Kvalifikationsturneringerne spilles dog ugen før i Roehampton.
Turneringens program består af 13 spilledage, der begynder en mandag og slutter søndag i den efterfølgende uge, og hvor den midterste søndag er hviledag. De fem seniorrækker afvikles over begge uger, mens junior- og invitationsturneringerne primært afvikles i turneringens anden uge. Det er en tradition, at der ikke spilles på den midterste søndag, men regnvejr i turneringens første uge har tre gange i mesterskabernes historie tvunget arrangørerne til at afvikle kampe på den midterste søndag: i 1991, 1997 og 2004. I disse tilfælde har Wimbledon indført en "People's Sunday" (dansk: "Folkets søndag") med lettilgængelige, billige billetter, så mindre bemidlede fik en chance for at overvære spil på de større baner. På samme måde er alle resterende kampe blevet udsat til "People's Monday" (dansk: "Folkets mandag"), hvis turneringen ikke er blevet færdigspillet den anden søndag.

### Rækker
I 2011 blev der afviklet i alt 14 rækker. Alle rækker med antallet af spillere/par i rækkerne er angivet nedenfor.
| Kategori   | Række                | Hovedturnering | Kvalifikation |
| ---------- | -------------------- | -------------- | ------------- |
| Senior     | Herresingle          | 128 spillere   | 128 spillere  |
| Senior     | Damesingle           | 128 spillere   | 96 spillere   |
| Senior     | Herredouble          | 64 par         | 16 par        |
| Senior     | Damedouble           | 64 par         | 16 par        |
| Senior     | Mixeddouble          | 48 par         | -             |
| Junior     | Drengesingle         | 64 spillere    | -             |
| Junior     | Pigesingle           | 64 spillere    | -             |
| Junior     | Drengedouble         | 32 spillere    | -             |
| Junior     | Pigedouble           | 32 spillere    | -             |
| Invitation | Old boys-herredouble | 8 par          | -             |
| Invitation | Veteranherredouble   | 8 par          | -             |
| Invitation | Damedouble           | 8 par          | -             |
| Invitation | Kørestolsherredouble | 4 par          | -             |
| Invitation | Kørestolsdamedouble  | 4 par          | -             |

### Kampformater
Alle rækkerne afvikles som cupturneringer, bortset fra invitationsturneringerne for ikke-kørestolsbrugere, hvor der spilles gruppespil. Kampene i herresingle og herredouble spilles bedst af fem sæt. I alle andre rækker spilles kampene bedst af tre sæt. Hvis stillingen bliver 6-6 i et sæt, spilles der tiebreak som afgørelse på sættet, bortset fra i femte sæt i femsætskampe og i tredje sæt i tresætskampe, hvor der spilles videre indtil en af spillerne/parrene fører med to partier.
Indtil 1922 var vinderen af turneringen (den forsvarende mester) sikret en plads i finalen det efterfølgende år (bortset fra i damedouble og mixeddouble), hvilket var kendt som "udfordringsrunden". Alle øvrige tilmeldte spillere spillede da først om retten til at møde den forsvarende mester i "udfordringsrunden". Dette medførte, at mange mestre genvandt deres titler flere år i træk, eftersom de mødte udhvilede op til mesterskabskampen i modsætning til deres modstander, som forinden havde været igennem en lang turnering.

## Præmier og trofæer

### Trofæer
Turneringsvinderne modtager et trofæ, og der er pengepræmier til samtlige deltagere. I herresingle er trofæet en ca. 47 cm høj forgyldt sølvpokal med en diameter på ca. 19 cm. Trofæet har været uddelt siden 1887 og bærer inskriptionen: "All England Lawn Tennis Club Single Handed Championship of the World." Vinderen af damesinglerækken modtager et sølvfad, der omtales som "Venus Rosewater Dish", eller blot "Rosewater Dish", og som er ca. 48 cm i diameter. Fadet er dekoreret med mytologiske figurer. Vinderne af herredouble-, damedouble- mixeddoublerækkerne modtager sølvpokaler. Den tabende finalist i hver række modtager et indgraveret sølvfad. Pokalerne bliver normalt overrakt af formanden for The All England Club, hertugen af Kent.

### Pengepræmier
Pengepræmier blev første gang uddelt i 1968 – det første år, hvor professionelle kunne stille op i mesterskaberne. Indtil 2007 var der forskel på pengepræmierne i mændenes og kvindernes rækker – mændene fik højere præmier end kvinderne. Men i 2007 skiftede arrangørerne politik og har siden da uddelt samme pengepræmier til mænd og kvinder, selvom denne beslutning ikke har være ukontroversiel.
I 2015 var den samlede præmiesum på £ 26.750.000, en stigning på 7 % i forhold til året før, og førstepræmierne i herre- og damesingle var på £ 1.880.000.
Udviklingen i præmiepenge gennem årene kan ses i artiklen Pengepræmier i Wimbledon-mesterskaberne.
| 2023    | V          | F          | SF       | KF       | 4R       | 3R       | 2R      | 1R      | Q3      | Q2      | Q1      |
| Singler | £2,350,000 | £1,175,000 | £600,000 | £340,000 | £207,000 | £131,000 | £85,000 | £55,000 | £36,000 | £21,750 | £12,750 |
| Singler | £600,000   | £300,000   | £150,000 | £75,000  | £36,250  | £22,000  | £13,750 | –       | –       | –       | –       |

### Ranglistepoint
|         |         | V    | F    | SF  | KF  | 4R  | 3R  | 2R | 1R |
| Singler | Mænd    | 2000 | 1300 | 800 | 400 | 200 | 100 | 50 | 10 |
| Singler | Kvinder | 2000 | 1300 | 780 | 430 | 240 | 130 | 70 | 10 |
| Doubles | Mænd    | 2000 | 1200 | 720 | 360 | 180 | 90  | 0  | –  |
| Doubles | Kvinder | 2000 | 1300 | 780 | 430 | 240 | 130 | 10 | –  |

## Danske resultater

### Vindere
Fire danskere har gennem tiden vundet en Wimbeldon-titel. Tre af titlerne er imidlertid blevet vundet i juniorrækkerne.
Den første vinder var Kurt Nielsen, der i 1947 vandt juniortitlen i drengesingle. Men han huskes muligvis bedre for, at han som useedet spiller to gange nåede finalen i herresingle. Han tabte imidlertid begge finaler. I 1953 blev det til nederlag til Vic Seixas i finalen med 7-9, 3-6, 4-6, og to år senere gentog han bedriften og tabte i finalen til Tony Trabert med 3-6, 5-7, 1-6. I 1958 formåede Kurt Nielsen sammen med Althea Gibson at spille sig frem til finalen i mixed double, hvor det dansk-amerikanske par imidlertid måtte strække våben mod australierne Lorraine Coghlan og Robert Howe med cifrene 3-6, 11-13.
I 1998 vandt Eva Dyrberg Wimbledon-titlen i pigedouble, da hun sammen med Jelena Kostanić besejrede Petra Rampre og Iroda Tuljaganova i finalen med 6-2, 7-6. Caroline Wozniacki vandt pigesinglerækken i 2006, hvor hun i finalen vandt 3-6, 6-1, 6-3 over Magdaléna Rybáriková fra Slovakiet.
Kurt Nielsens barnebarn, Frederik Løchte Nielsen, er den eneste dansker, der har vundet et seniormesterskab, idet han vandt Wimbledon-mesterskabet i herredouble sammen med briten Jonathan Marray, da de som wildcard-deltagere i 2012 spillede sig helt frem til finalen, hvor de besejrede Robert Lindstedt og Horia Tecău med 4-6, 6-4, 7-6, 6-7, 6-3.

### Finalister
Tysk-fødte Hilde Sperling tabte to gange (i 1931 og 1936) i damesingle-finalen, og i 1936 var hun blevet dansk statsborger, da hun tabte finalen til Helen Hull Jacobs med 2-6, 6-4, 5-7. Hun tabte også i finalen i damedouble i 1935 sammen med Simonne Mathieu med 5-7, 6-4, 6-2 til australierne Harry Hopman og Nell Hall Hopman. Inden hun blev dansk statsborger havde hun imidlertid vundet en Wimbledon-titel i 1933, hvor hun sejrede i mixed double-turneringen sammen med sin landsmand Gottfried von Cramm, men på det tidspunkt repræsenterede hun altså det Tyske Rige.
I 1999 tabte Kristian Pless drengesinglefinalen til Jürgen Melzer med 6-7, 3-6.

## Vindere og finaleresultater
- Wimbledon-vindere i herresingle
- Wimbledon-vindere i damesingle
- Wimbledon-vindere i herre- og damedouble
- Wimbledon-vindere i mixdouble